# Belgische federale verkiezingen 2010

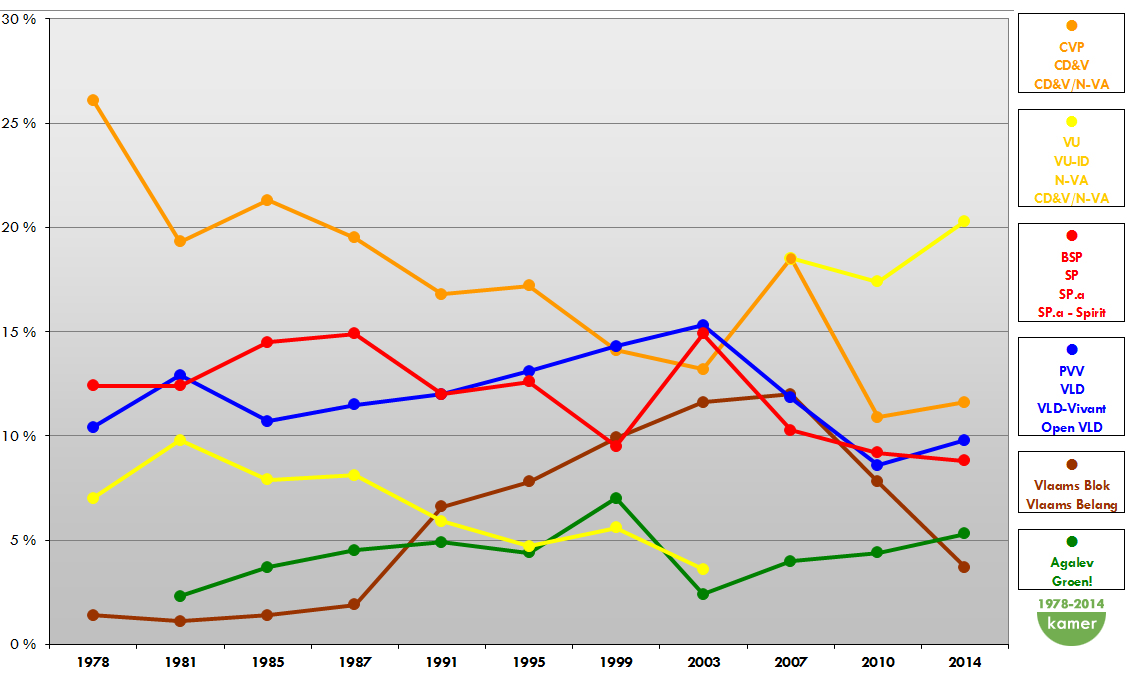
De grootste zes Vlaamse partijen en hun behaalde resultaten voor de Kamer van volksvertegenwoordigers. Van 1978 tot en met 2014, uitgedrukt in procenten voor 'Het Rijk'.

De Belgische federale verkiezingen van 2010 werden gehouden op zondag 13 juni 2010. Op deze dag werden 150 leden van de Kamer van volksvertegenwoordigers en 40 senatoren verkozen. 7.767.552 Belgen waren stemgerechtigd.
Na deze verkiezingen volgde de 53ste legislatuur van het Federaal Parlement van België.
De verkiezingen zorgden voor een politieke aardverschuiving: de Vlaams-nationalistische partij N-VA, geleid door Bart De Wever, haalde in Vlaanderen 28,2% van de stemmen voor de Kamer van volksvertegenwoordigers en 31,7% voor de Senaat, en werd hiermee voor het eerst de grootste partij van Vlaanderen en België. In het Franstalig landsgedeelte werd de socialistische PS met 37,6% de grootste partij. De meeste andere partijen boekten verlies.
Deze verkiezingen waren tevens de laatste die gebruik maakten van de kieskring Brussel-Halle-Vilvoorde.

## Voorgeschiedenis
Op 22 april 2010 bood premier Yves Leterme aan de koning het ontslag aan van de door hem geleide regering-Leterme II. Dit gebeurde nadat Open Vld bij monde van hun voorzitter, Alexander De Croo, liet weten uit de regering te stappen. Als reden hiervoor gaven ze het uitblijven van een voorstel tot oplossing voor het grondwettelijk probleem rond de kieskring Brussel-Halle-Vilvoorde. Koning Albert II duidde nog vicepremier Didier Reynders aan als bemiddelaar met de opdracht de onderhandelingen die tot een oplossing moesten leiden, terug op te starten, maar aanvaardde op 26 april het ontslag van de regering. Eerste minister Leterme vroeg aan minister van Binnenlandse Zaken Annemie Turtelboom om uit te zoeken hoe deze verkiezingen op een wettige manier kunnen verlopen.
De vervroegde verkiezingen schiepen de mogelijkheid om vier jaar lang te werken aan de staatshervorming zonder dat er verkiezingen waren. De regionale, Europese en federale verkiezingen vielen in 2014 samen, wat zorgde voor een grote stabiliteit in de regering; meerderheidspartijen lijden dan niet aan profileringsdrang. Enkel de gemeenteraadsverkiezingen vonden plaats in 2012, maar deze beheersten niet zo sterk de Wetstraat als de regionale en Europese verkiezingen in 2009.

## Datum
Het parlement werd ontbonden bij verklaring tot herziening van de grondwet op 7 mei 2010, en de verkiezingen werden georganiseerd bij koninklijk besluit van dezelfde dag. De sperperiode, die normaal drie maanden voor verkiezinsdag loopt, begon die dag.
De stemming vond plaats op zondag 13 juni 2010 tussen 8 en 13 uur in de kieskantons waar met papieren biljetten gestemd werd, en tussen 8 en 15 uur waar de stemming geautomatiseerd plaatsvond.
Het nieuw verkozen parlement kwam op 6 juli 2010 bijeen.

## Uitslagen
| Nederlandstalige lijsten Kamer | Nederlandstalige lijsten Kamer | Nederlandstalige lijsten Kamer | Nederlandstalige lijsten Kamer | Nederlandstalige lijsten Kamer | Nederlandstalige lijsten Kamer | Nederlandstalige lijsten Kamer | Nederlandstalige lijsten Kamer | Nederlandstalige lijsten Kamer | Nederlandstalige lijsten Kamer |
| Partij                         | Partij                         | 2010                           | 2010                           | 2010                           | 2007                           | 2007                           | verschil                       | verschil                       |                                |
| Partij                         | Partij                         | perc.                          | stemmen                        | zetels                         | perc.                          | zetels                         | perc.                          | zetels                         |                                |
| ------------------------------ | ------------------------------ | ------------------------------ | ------------------------------ | ------------------------------ | ------------------------------ | ------------------------------ | ------------------------------ | ------------------------------ | ------------------------------ |
|                                | N-VA                           | 28,2                           | 1.135.617                      | 27                             | 29,6                           | 30                             | +16,2                          | +14                            |                                |
|                                | CD&V                           | 17,6                           | 707.986                        | 17                             | 29,6                           | 30                             | +16,2                          | +14                            |                                |
|                                | sp.a                           | 15,0                           | 602.867                        | 13                             | 16,3                           | 14                             | −1,3                           | −1                             |                                |
|                                | Open Vld                       | 14,0                           | 563.873                        | 13                             | 18,8                           | 18                             | −4,8                           | −5                             |                                |
|                                | VB                             | 12,6                           | 506.697                        | 12                             | 19,0                           | 17                             | −6,4                           | −5                             |                                |
|                                | Groen!                         | 7,1                            | 285.989                        | 5                              | 6,3                            | 4                              | +0,8                           | +1                             |                                |
|                                | LDD                            | 3,7                            | 150.577                        | 1                              | 6,5                            | 5                              | −2,8                           | −4                             |                                |
|                                | Overige                        | 1,7                            | 69.174                         | 0                              | 1,8                            | 0                              | +0,1                           | =                              |                                |
| Totaal                         | Totaal                         | 100,0                          | 4.022.780                      | 88                             | 100,0                          | 88                             | 0,0                            | =                              |                                |
| Franstalige lijsten Kamer      |                                |                                |                                |                                |                                |                                |                                |                                |                                |
| Partij                         | Partij                         | 2010                           | 2010                           | 2010                           | 2007                           | 2007                           | verschil                       | verschil                       |                                |
| Partij                         | Partij                         | perc.                          | stemmen                        | zetels                         | perc.                          | zetels                         | perc.                          | zetels                         |                                |
|                                | PS                             | 35,7                           | 894.543                        | 26                             | 29,5                           | 20                             | +6,2                           | +6                             |                                |
|                                | MR                             | 24,2                           | 605.617                        | 18                             | 31,2                           | 23                             | −7,0                           | −5                             |                                |
|                                | cdH                            | 14,4                           | 360.441                        | 9                              | 15,8                           | 10                             | −1,4                           | −1                             |                                |
|                                | Ecolo                          | 12,5                           | 313.047                        | 8                              | 12,8                           | 8                              | −0,3                           | =                              |                                |
|                                | PP                             | 3,4                            | 84.005                         | 1                              | n.v.t.                         | n.v.t.                         | +3,4                           | +1                             |                                |
|                                | FN                             | 1,3                            | 33.591                         | 0                              | 5,6                            | 1                              | −4,3                           | −1                             |                                |
|                                | Overige                        | 8,5                            | 213.343                        | 0                              | 5,1                            | 0                              | +3,4                           | =                              |                                |
| Totaal                         | Totaal                         | 100,0                          | 2.504.587                      | 62                             | 100,0                          | 62                             | 0,0                            | =                              |                                |
| geldig                         | geldig                         | geldig                         | 6.527.367                      |                                |                                |                                |                                |                                |                                |
| blanco & ongeldig              | blanco & ongeldig              | blanco & ongeldig              | 402.488                        |                                |                                |                                |                                |                                |                                |
| opkomst                        | opkomst                        | opkomst                        | 6.929.855                      |                                |                                |                                |                                |                                |                                |
| kiezers                        | kiezers                        | kiezers                        | 7.767.552                      | 150                            |                                |                                |                                |                                |                                |

| Nederlandstalige lijsten Senaat | Nederlandstalige lijsten Senaat | Nederlandstalige lijsten Senaat | Nederlandstalige lijsten Senaat | Nederlandstalige lijsten Senaat | Nederlandstalige lijsten Senaat | Nederlandstalige lijsten Senaat | Nederlandstalige lijsten Senaat | Nederlandstalige lijsten Senaat | Nederlandstalige lijsten Senaat |
| Partij                          | Partij                          | 2010                            | 2010                            | 2010                            | 2007                            | 2007                            | verschil                        | verschil                        |                                 |
| Partij                          | Partij                          | perc.                           | stemmen                         | zetels                          | perc.                           | zetels                          | perc.                           | zetels                          |                                 |
| ------------------------------- | ------------------------------- | ------------------------------- | ------------------------------- | ------------------------------- | ------------------------------- | ------------------------------- | ------------------------------- | ------------------------------- | ------------------------------- |
|                                 | N-VA                            | 31,69                           | 1.268.894                       | 9                               | 31,4                            | 9                               | +16,44                          | +4                              |                                 |
|                                 | CD&V                            | 16,15                           | 646.371                         | 4                               | 31,4                            | 9                               | +16,44                          | +4                              |                                 |
|                                 | sp.a                            | 15,31                           | 613.091                         | 4                               | 16,2                            | 4                               | −0,89                           | =                               |                                 |
|                                 | Open Vld                        | 13,32                           | 533.171                         | 4                               | 20,0                            | 5                               | −6,68                           | −1                              |                                 |
|                                 | VB                              | 12,28                           | 491.519                         | 3                               | 19,2                            | 5                               | −6,92                           | −2                              |                                 |
|                                 | Groen!                          | 6,28                            | 251.605                         | 1                               | 5,9                             | 1                               | +0,38                           | =                               |                                 |
|                                 | LDD                             | 3,27                            | 130.777                         | 0                               | 5,5                             | 1                               | −2,23                           | −1                              |                                 |
|                                 | Overige                         | 1,71                            | 68.093                          | 0                               | 1,8                             | 0                               | −0,1                            | =                               |                                 |
| Totaal                          | Totaal                          | 100,0                           | 4.003.521                       | 25                              | 100,0                           | 25                              | 0,0                             | =                               |                                 |
| Franstalige lijsten Senaat      |                                 |                                 |                                 |                                 |                                 |                                 |                                 |                                 |                                 |
| Partij                          | Partij                          | 2010                            | 2010                            | 2010                            | 2007                            | 2007                            | verschil                        | verschil                        |                                 |
| Partij                          | Partij                          | perc.                           | stemmen                         | zetels                          | perc.                           | zetels                          | perc.                           | zetels                          |                                 |
|                                 | PS                              | 35,72                           | 880.828                         | 7                               | 26,8                            | 4                               | +8,92                           | +3                              |                                 |
|                                 | MR                              | 24,32                           | 599.618                         | 4                               | 32,3                            | 6                               | −7,98                           | −2                              |                                 |
|                                 | Ecolo                           | 14,32                           | 353.111                         | 2                               | 15,2                            | 2                               | −0,88                           | =                               |                                 |
|                                 | cdH                             | 13,46                           | 331.870                         | 2                               | 15,5                            | 2                               | −2,04                           | =                               |                                 |
|                                 | PP                              | 4,01                            | 98.858                          | 0                               | n.v.t.                          | n.v.t.                          | +4,01                           | =                               |                                 |
|                                 | Overige                         | 7,54                            | 186.036                         | 0                               | 4,2                             | 0                               | +3,34                           | =                               |                                 |
|                                 | FN                              | geen lijst                      | geen lijst                      | geen lijst                      | 6,0                             | 1                               | −6,0                            | −1                              |                                 |
| Totaal                          | Totaal                          | 100,0                           | 2.465.783                       | 15                              | 100,0                           | 15                              | 0,0                             | =                               |                                 |
| geldig                          | geldig                          | geldig                          | 6.469.304                       |                                 |                                 |                                 |                                 |                                 |                                 |
| blanco & ongeldig               | blanco & ongeldig               | blanco & ongeldig               | 460.365                         |                                 |                                 |                                 |                                 |                                 |                                 |
| opkomst                         | opkomst                         | opkomst                         | 6.929.669                       |                                 |                                 |                                 |                                 |                                 |                                 |
| kiezers                         | kiezers                         | kiezers                         | 7.767.552                       | 40                              |                                 |                                 |                                 |                                 |                                 |

### Kameruitslagen in detail
| Nederlandstalige kieskringen Kamer | Nederlandstalige kieskringen Kamer | Nederlandstalige kieskringen Kamer | Nederlandstalige kieskringen Kamer | Nederlandstalige kieskringen Kamer | Nederlandstalige kieskringen Kamer | Nederlandstalige kieskringen Kamer | Nederlandstalige kieskringen Kamer | Nederlandstalige kieskringen Kamer | Nederlandstalige kieskringen Kamer | Nederlandstalige kieskringen Kamer | Nederlandstalige kieskringen Kamer | Nederlandstalige kieskringen Kamer | Nederlandstalige kieskringen Kamer | Nederlandstalige kieskringen Kamer | Nederlandstalige kieskringen Kamer | Nederlandstalige kieskringen Kamer | BHV                      | BHV                      | BHV                      |
| Partij                             | Partij                             | Antwerpen                          | Antwerpen                          | Antwerpen                          | Leuven                             | Leuven                             | Leuven                             | Limburg                            | Limburg                            | Limburg                            | Oost-Vlaanderen                    | Oost-Vlaanderen                    | Oost-Vlaanderen                    | West-Vlaanderen                    | West-Vlaanderen                    | West-Vlaanderen                    | BHV                      | BHV                      | BHV                      |
| Partij                             | Partij                             | perc.                              | stemmen                            | zetels                             | perc.                              | stemmen                            | zetels                             | perc.                              | stemmen                            | zetels                             | perc.                              | stemmen                            | zetels                             | perc.                              | stemmen                            | zetels                             | perc.                    | stemmen                  | zetels                   |
| ---------------------------------- | ---------------------------------- | ---------------------------------- | ---------------------------------- | ---------------------------------- | ---------------------------------- | ---------------------------------- | ---------------------------------- | ---------------------------------- | ---------------------------------- | ---------------------------------- | ---------------------------------- | ---------------------------------- | ---------------------------------- | ---------------------------------- | ---------------------------------- | ---------------------------------- | ------------------------ | ------------------------ | ------------------------ |
|                                    | N-VA                               | 30,71                              | 336.631                            | 8                                  | 27,05                              | 85.399                             | 2                                  | 28,83                              | 154.230                            | 4                                  | 28,15                              | 269.049                            | 6                                  | 23,98                              | 188.317                            | 4                                  | 12,23                    | 101.991                  | 3                        |
|                                    | CD&V                               | 15,53                              | 170.260                            | 4                                  | 16,26                              | 51.328                             | 1                                  | 18,81                              | 100.643                            | 3                                  | 15,4                               | 147.151                            | 3                                  | 23,01                              | 180.702                            | 4                                  | 6,94                     | 57.902                   | 2                        |
|                                    | sp.a                               | 14,32                              | 156.976                            | 3                                  | 17,79                              | 56.176                             | 1                                  | 18,14                              | 97.011                             | 2                                  | 14,15                              | 135.212                            | 3                                  | 15,13                              | 118.803                            | 3                                  | 4,64                     | 38.689                   | 1                        |
|                                    | Open Vld                           | 11,03                              | 120.935                            | 3                                  | 14,51                              | 45.814                             | 1                                  | 12,10                              | 64.741                             | 1                                  | 17,40                              | 166.278                            | 4                                  | 13,53                              | 106.265                            | 2                                  | 7,17                     | 59.840                   | 2                        |
|                                    | VB                                 | 16,15                              | 177.012                            | 4                                  | 9,61                               | 30.338                             | 1                                  | 12,79                              | 68.413                             | 2                                  | 12,33                              | 117.817                            | 3                                  | 9,07                               | 71.200                             | 1                                  | 5,03                     | 41.917                   | 1                        |
|                                    | Groen!                             | 7,69                               | 84.314                             | 2                                  | 9,79                               | 30.905                             | 1                                  | 4,81                               | 25.754                             | 0                                  | 7,36                               | 70.297                             | 1                                  | 6,31                               | 49.533                             | 1                                  | 3,02                     | 25.186                   | 0                        |
|                                    | LDD                                | 2,29                               | 25.081                             | 0                                  | 3,14                               | 9.907                              | 0                                  | 2,89                               | 15.474                             | 0                                  | 3,19                               | 30.463                             | 0                                  | 7,67                               | 60.210                             | 1                                  | 1,13                     | 9.442                    | 0                        |
|                                    | PVDA+                              | 2,02                               | 22.132                             | 0                                  | 1,17                               | 3.703                              | 0                                  | 1,62                               | 8.644                              | 0                                  | 1,25                               | 11.950                             | 0                                  | 0,8                                | 6.489                              | 0                                  | zie PTB+ (eenheidslijst) | zie PTB+ (eenheidslijst) | zie PTB+ (eenheidslijst) |
|                                    | Overige                            | 0,26                               | 2.841                              | 0                                  | 0,69                               | 2.176                              | 0                                  | geen overige                       | geen overige                       | geen overige                       | 0,79                               | 7537                               | 0                                  | 0,47                               | 3.702                              | 0                                  | geen NL lijsten          | geen NL lijsten          | geen NL lijsten          |
| Totaal                             | Totaal                             | 100,0                              | 1.096.182                          | 24                                 | 100,0                              | 315.746                            | 7                                  | 100,0                              | 534.910                            | 12                                 | 100,0                              | 955.754                            | 20                                 | 100,0                              | 785.221                            | 16                                 | BHV                      | BHV                      | BHV                      |
| Franstalige kieskringen Kamer      |                                    |                                    |                                    |                                    |                                    |                                    |                                    |                                    |                                    |                                    |                                    |                                    |                                    |                                    |                                    |                                    | BHV                      | BHV                      | BHV                      |
| Partij                             | Partij                             | Henegouwen                         | Henegouwen                         | Henegouwen                         | Luik                               | Luik                               | Luik                               | Luxemburg                          | Luxemburg                          | Luxemburg                          | Namen                              | Namen                              | Namen                              | Waals-Brabant                      | Waals-Brabant                      | Waals-Brabant                      | BHV                      | BHV                      | BHV                      |
| Partij                             | Partij                             | perc.                              | stemmen                            | zetels                             | perc.                              | stemmen                            | zetels                             | perc.                              | stemmen                            | zetels                             | perc.                              | stemmen                            | zetels                             | perc.                              | stemmen                            | zetels                             | perc.                    | stemmen                  | zetels                   |
|                                    | PS                                 | 48,18                              | 348.184                            | 11                                 | 35,79                              | 216.827                            | 7                                  | 28,49                              | 45.869                             | 1                                  | 32,20                              | 92.857                             | 2                                  | 22,48                              | 51.146                             | 1                                  | 16,74                    | 139.660                  | 4                        |
|                                    | MR                                 | 17,52                              | 126.608                            | 4                                  | 22,30                              | 135.118                            | 4                                  | 19,54                              | 31.459                             | 1                                  | 24,65                              | 71.099                             | 2                                  | 35,79                              | 81.421                             | 2                                  | 19,17                    | 159.912                  | 5                        |
|                                    | cdH                                | 11,47                              | 82.924                             | 2                                  | 13,93                              | 84.393                             | 2                                  | 31,41                              | 50.564                             | 2                                  | 15,92                              | 45.905                             | 1                                  | 12,89                              | 29.331                             | 0                                  | 8,07                     | 67.324                   | 2                        |
|                                    | Ecolo                              | 9,41                               | 67.993                             | 2                                  | 13,83                              | 83.791                             | 2                                  | 11,71                              | 18.853                             | 0                                  | 13,38                              | 38.577                             | 1                                  | 16,33                              | 37.152                             | 1                                  | 7,99                     | 66.681                   | 2                        |
|                                    | PP                                 | 2,75                               | 19.852                             | 0                                  | 3,08                               | 18.642                             | 0                                  | 2,44                               | 3.922                              | 0                                  | 3,12                               | 8.985                              | 0                                  | 5,04                               | 11.461                             | 1                                  | 2,53                     | 21.143                   | 0                        |
|                                    | FN                                 | 2,79                               | 20.129                             | 0                                  | geen lijst                         | geen lijst                         | geen lijst                         | geen lijst                         | geen lijst                         | geen lijst                         | 2,77                               | 7.986                              | 0                                  | geen lijst                         | geen lijst                         | geen lijst                         | 0,66                     | 5.476                    | 0                        |
|                                    | PTB+                               | 1,68                               | 12.136                             | 0                                  | 3,09                               | 18.706                             | 0                                  | 0,74                               | 1.194                              | 0                                  | 1,55                               | 4.456                              | 0                                  | 1,04                               | 2.365                              | 0                                  | 1,12                     | 9.313                    | 0                        |
|                                    | Overige                            | 6,20                               | 44.914                             | 0                                  | 7,98                               | 48.345                             | 0                                  | 5,67                               | 9.137                              | 0                                  | 6,41                               | 18.549                             | 0                                  | 6,43                               | 14.598                             | 0                                  | 3,55                     | 29.630                   | 0                        |
| Totaal                             | Totaal                             | 100,0                              | 722.740                            | 19                                 | 100,0                              | 605.822                            | 15                                 | 100,0                              | 160.998                            | 4                                  | 100,0                              | 288.414                            | 6                                  | 100,0                              | 227.474                            | 5                                  | 100,0                    | 834.106                  | 22                       |

- opm: Kieskringen BHV, Leuven en Waals-Brabant hebben een andere kieswetgeving dan de 8 andere provinciale Kieskringen. Er geldt geen kiesdrempel van 5%. Leuven-BHV en Waals-Brabant-BHV hebben een onderlinge apparentering. Via apparentering heeft de Personenpartij een zetel behaald in Waals-Brabant[4] en Groen! een zetel in Leuven. Verkozenen in BHV kunnen kiezen in welke taalgroep ze zetelen in de Kamer.

### Kameruitslagen op niveau Rijk

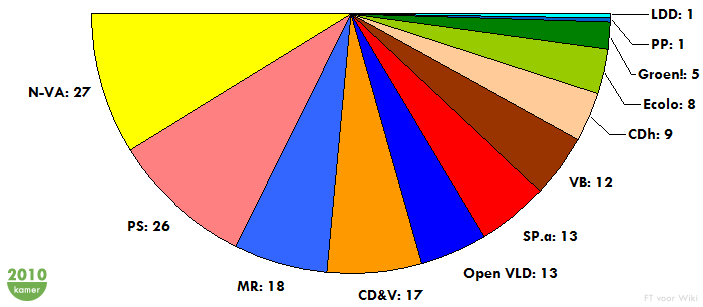
Zetelverdeling in de Kamer op basis van de verkiezingsuitslag in 2010

| Partijen                                                                                             | Partijen                | Kamer van volksvertegenwoordigers | Kamer van volksvertegenwoordigers | Kamer van volksvertegenwoordigers | Kamer van volksvertegenwoordigers | Kamer van volksvertegenwoordigers | Kamer van volksvertegenwoordigers | Kamer van volksvertegenwoordigers |
| Partijen                                                                                             | Partijen                | Stemmen                           | +/−                               | %                                 | +/−                               | Zetels                            | +/−                               | Taal                              |
| --- | ----------------------- | --------------------------------- | --------------------------------- | --------------------------------- | --------------------------------- | --------------------------------- | --------------------------------- | --------------------------------- |
| | N-VA                    | 1.135.617                         | *                                 | 17,40%                            | *                                 | 27                                | *                                 | NL                                |
| | PS                      | 894.543                           | +169.756                          | 13,71%                            | +2,85%                            | 26                                | +6                                | FR                                |
| | CD&V                    | 707.986                           | *                                 | 10,85%                            | *                                 | 17                                | *                                 | NL                                |
| | MR                      | 605.617                           | −229.456                          | 9,28%                             | −3,23%                            | 18                                | −5                                | FR                                |
| | sp.a                    | 602.867                           | −81.523                           | 9,24%                             | −1,02%                            | 13                                | −1                                | NL                                |
| | Open Vld                | 563.873                           | −225.572                          | 8,64%                             | −3,19%                            | 13                                | −5                                | NL                                |
| | Vlaams Belang           | 506.697                           | −293.147                          | 7,76%                             | −4,23%                            | 12                                | −5                                | NL                                |
| | cdH                     | 360.441                           | −43.636                           | 5,53%                             | −0,53%                            | 9                                 | −1                                | FR                                |
| | Ecolo                   | 313.047                           | −27.331                           | 4,80%                             | −0,30%                            | 8                                 | =                                 | FR                                |
| | Groen!                  | 285.989                           | +20.161                           | 4,38%                             | +0,40%                            | 5                                 | +1                                | NL                                |
| | Lijst Dedecker          | 150.577                           | −118.071                          | 2,31%                             | −1,72%                            | 1                                 | −4                                | NL                                |
| | Parti Populaire         | 84.005                            | +84.005                           | 1,29%                             | +1,29%                            | 1                                 | +1                                | FR                                |
| | FN                      | 33.591                            | −97.794                           | 0,51%                             | −0,53%                            | 0                                 | −1                                | FR                                |
| | Overige                 | 282.517                           | —                                 | 4,33%                             | —                                 | —                                 | —                                 | —                                 |
| Totaal (opkomst 89.28%)                                                                              | Totaal (opkomst 89.28%) | 6.527.367                         |                                   | 100%                              |                                   | 150                               |                                   |                                   |
| (*) In 2007 kwamen CD&V en N-VA in kartel op, wat resulteerde in 18,51% van de stemmen en 30 zetels. |                         |                                   |                                   |                                   |                                   |                                   |                                   |                                   |

### Kameruitslagen in kaart

#### Nederlandstalige kieskringen
Legende:
- N-VA
- CD&V
- sp.a
- Open Vld
- MR

#### Brussel en Franstalige kieskringen
Legende:
- PS
- MR
- cdH

### Senaat in detail
| Fractie       | C1 | C2 | C3 | TOT |    | +/-  | +/- |
| ------------- | -- | -- | -- | --- | -- | ---- | --- |
| PS            | 7  | 4  | 2  | 13  | 9  | +4   |     |
| sp.a          | 4  | 2  | 1  | 7   | 6  | + 1  |     |
| N-VA          | 9  | 3  | 2  | 14  | 2  | + 12 |     |
| MR            | 4  | 3  | 1  | 8   | 10 | −2   |     |
| Open Vld      | 4  | 1  | 1  | 6   | 9  | −3   |     |
| CD&V          | 4  | 2  | 1  | 7   | 12 | - 5  |     |
| cdH           | 2  | 2  | 0  | 4   | 5  | −1   |     |
| Ecolo         | 2  | 2  | 1  | 5   | 5  | =    |     |
| Groen!        | 1  | 1  | 0  | 2   | 3  | −1   |     |
| Vlaams Belang | 3  | 1  | 1  | 5   | 8  | −3   |     |
| Totaal        | 40 | 21 | 10 | 71  |    |      |     |

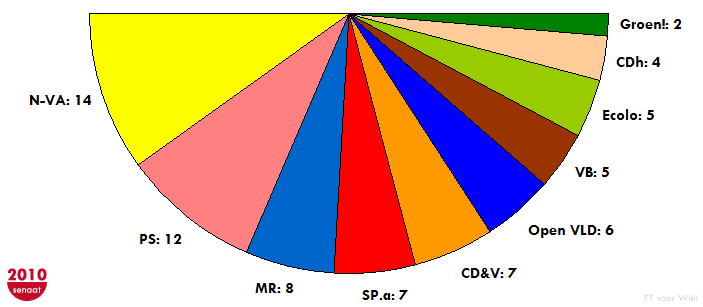
Zetelverdeling in de Senaat op basis van de verkiezingsuitslag in 2010

- (C1) rechtstreeks verkozen door het kiescollege op 13 juni 2010, of opvolger
- (C2) onrechtstreeks verkozen door de gemeenschapsraden
- (C3) gecoöpteerd door de senatoren
- (C4) van rechtswege benoemd

## Kandidatenlijsten
Lijsten voor de kamer van volksvertegenwoordigers worden per provincie ingediend, uitgezonderd in de kieskringen Leuven en Brussel-Halle-Vilvoorde van Vlaams-Brabant. Lijsten voor de senaat worden ingediend voor gezamenlijk vier Vlaamse provincies, Brussel-Halle-Vilvoorde en de kieskring Leuven voor de Nederlandstaligen. De Franstaligen dienen lijsten in voor de gezamenlijke vijf Waalse provincies en in de kieskring Brussel-Halle-Vilvoorde.
| Partij | Partij | Partij   | Partij  | Senaat              | West-Vlaanderen           | Oost-Vlaanderen      | Antwerpen          | Limburg               | Leuven           | BHV                    |
| ------ | ------ | -------- | ------- | ------------------- | ------------------------- | -------------------- | ------------------ | --------------------- | ---------------- | ---------------------- |
|        | 1      | VB       | lijsten | Filip De Winter     | Peter Logghe              | Guy D'haeseleer      | Gerolf Annemans    | Bert Schoofs          | Hagen Goyvaerts  | Filip De Man           |
|        | 3      | LDD      | lijsten | Anne De Baetzelier  | Jean-Marie Dedecker       | Rudi De Kerpel       | Rob Van de Velde   | Lode Vereeck          | Stef Goris       | Piet Deslé             |
|        | 4      | Open Vld | lijsten | Alexander De Croo   | Vincent Van Quickenborne  | Mathias De Clercq    | Annemie Turtelboom | Patrick Dewael        | Gwendolyn Rutten | Guy Vanhengel          |
|        | 9      | CD&V     | lijsten | Marianne Thyssen    | Yves Leterme              | Pieter De Crem       | Inge Vervotte      | Raf Terwingen         | Carl Devlies     | Steven Vanackere       |
|        | 10     | sp.a     | lijsten | Johan Vande Lanotte | Renaat Landuyt            | Dirk Van der Maelen  | Caroline Gennez    | Ingrid Lieten         | Bruno Tobback    | Hans Bonte             |
|        | 11     | N-VA     | lijsten | Bart De Wever       | Geert Bourgeois           | Siegfried Bracke     | Jan Jambon         | Frieda Brepoels       | Theo Francken    | Ben Weyts              |
|        | 13     | Groen!   | lijsten | Freya Piryns        | Wouter De Vriendt         | Stefaan Van Hecke    | Meyrem Almaci      | Toon Hermans          | Eva Brems        | Tinne Van der Straeten |
|        | 16     | PVDA+    | lijsten | Tine Van Rompuy     | Filip Desmet              | Tom De Meester       | Peter Mertens      | Stany Nimmegeers      | Wout Lootens     | Riet Dhont             |
| Partij | Partij | Partij   | Partij  | Senaat              | Luik                      | Henegouwen           | Luxemburg          | Namen                 | Waals-Brabant    | BHV                    |
|        | 5      | PS       | lijsten | Paul Magnette       | Alain Mathot              | Elio Di Rupo         | Philippe Courard   | Jean-Marc Delizée     | André Flahaut    | Laurette Onkelinx      |
|        | 6      | MR       | lijsten | Armand De Decker    | Didier Reynders           | Olivier Chastel      | Philippe Collard   | Sabine Laruelle       | Charles Michel   | Olivier Maingain       |
|        | 7      | FN       | lijsten | (geen lijst)        | (geen lijst)              | Patrick Cocriamont   | (geen lijst)       | Pierre-Paul Mennicken | (geen lijst)     | Florence Matagne       |
|        | 8      | cdH      | lijsten | Francis Delpérée    | Melchior Wathelet         | Catherine Fonck      | Benoît Lutgen      | Maxime Prévot         | Sylvie Roberti   | Joëlle Milquet         |
|        | 12     | Ecolo    | lijsten | Jacky Morael        | Muriel Gerkens            | Juliette Boulet      | Cécile Thibaut     | Georges Gilkinet      | Thérèse Snoy     | Olivier Deleuze        |
|        | 16     | PTB+     | lijsten | Tine Van Rompuy     | Raoul Hedebouw            | Germain Mugemangango | Myriam Dulieu      | Thierry Warmoes       | Maxence Staquet  | Riet Dhont             |
|        | 22     | PP       | lijsten | Rudy Aernoudt       | Philippe Chansay-Wilmotte | Jean Zarzecki        | Didier Vanderbiest | Robert Wauthy         | Laurent Louis    | Mischaël Modrikamen    |

## Gevolgen voor de partijmiddelen
| partij   | toelage (x € miljoen) | toelage (x € miljoen) | medewerkers | medewerkers |
| partij   | 2010                  | +/-                   | 2010        | +/-         |
| -------- | --------------------- | --------------------- | ----------- | ----------- |
| N-VA     | 5,9                   | 4,6                   | 80,35       | 63          |
| CD&V     | 3,4                   | - 1,9                 | 49,35       | - 18,6      |
| sp.a     | 3,01                  | 0,015                 | 41,14       | 4,4         |
| Open Vld | 2,8                   | −1,4                  | 39,65       | −14,8       |
| VB       | 2,5                   | - 1,5                 | 36,1        | - 14,8      |
| Groen!   | 1,3                   | 0,39                  | 16,75       | 3,6         |
| LDD      | 0,58                  | −0,58                 | 2,05        | −13,2       |

## Verkiezingsuitgaven
De verkiezingsuitgaven mogen van een partij niet hoger liggen dan € 1 miljoen in de periode 40 dagen voor de verkiezingen. Aangezien het parlement 38 dagen ontbonden werd voor de verkiezingen, kon elke partij dus slechts maximaal € 1 miljoen spenderen aan hun campagne. Het was weinig waarschijnlijk dat dit bedrag gehaald werd aangezien geen enkele partij voorbereid was op de vervroegde verkiezingen. De uiteindelijke cijfers zijn op heden nog niet bekend.

## Ontwikkelingen binnen de partijen
Op 28 april werd bekendgemaakt dat ontslagnemend premier Leterme geen lijsttrekker meer zou zijn voor de Senaat namens de CD&V. "Ik wil mijn verantwoordelijkheid nemen voor de afgelopen 3 jaar. Ik wil dat niet doen door te vluchten, maar door de partij in een richting te begeleiden", aldus Leterme in een verklaring. Het bestuur wees partijvoorzitter Marianne Thyssen aan als zijn opvolger. Leterme was wel verkiesbaar, maar alleen in het kiesdistrict West-Vlaanderen. Tijdens de persconferentie dankte Marianne Thyssen de ontslagnemende premier "uitdrukkelijk voor zijn ongelooflijke inzet voor de partij en het land". "Leterme is de architect van onze partij, hij is diegene die ervoor gezorgd heeft dat we terug opgestaan zijn na een lange periode van oppositie", aldus Thyssen
.
Ook werd bekend dat Bart De Wever de Senaatslijst trok voor de N-VA, Siegfried Bracke lijsttrekker zou worden in Oost-Vlaanderen, en dat Alexander De Croo de Senaatslijst ging trekken voor de Open Vld. Professor Kerkelijk Recht Rik Torfs stapte in de politiek en stond op de tweede plaats op de senaatslijst van de CD&V.

## Rapport van het ontbonden parlement

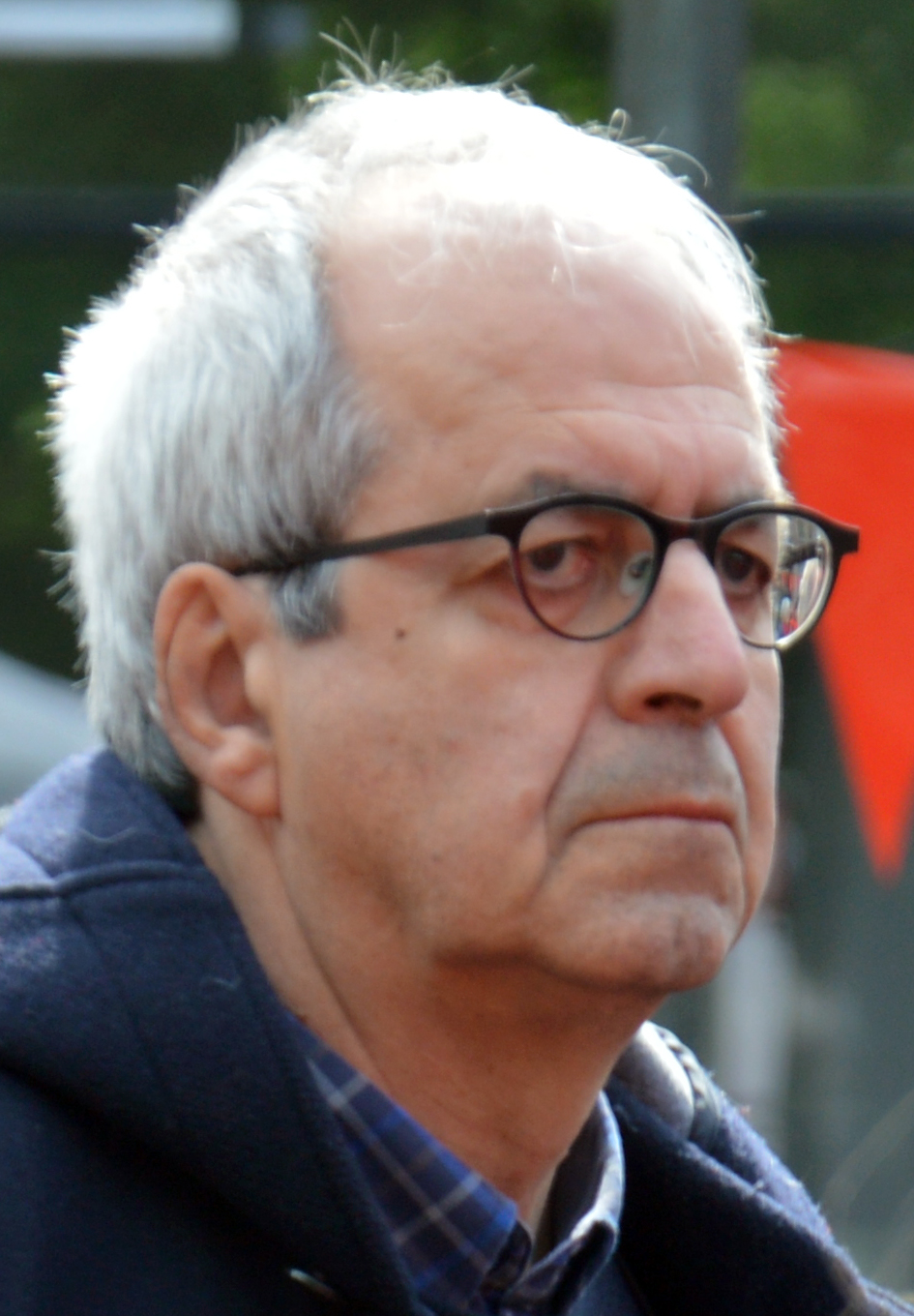
Dirk Van der Maelen (sp.a) werd zowel door De Morgen als De Standaard beoordeeld als het beste of een van de beste uittredende parlementsleden.

Op donderdag 6 mei 2010 bracht de krant De Morgen een rapport uit van de Nederlandstalige politici uit Kamer en Senaat. De Standaard volgde op 19 mei. De socialistische politici hadden de meeste beste scores met Dirk Van der Maelen als kopman, de groene fractie had de beste gemiddelde score.
| DM 6/5                            | DM 6/5                            | score                             | DS 19/5                           | DS 19/5                           | score                             |
| Kamer van volksvertegenwoordigers | Kamer van volksvertegenwoordigers | Kamer van volksvertegenwoordigers | Kamer van volksvertegenwoordigers | Kamer van volksvertegenwoordigers | Kamer van volksvertegenwoordigers |
| --------------------------------- | --------------------------------- | --------------------------------- | --------------------------------- | --------------------------------- | --------------------------------- |
|                                   | Dirk Van der Maelen               | 4,5                               |                                   | Renaat Landuyt                    | 8                                 |
|                                   | Wouter De Vriendt                 | 4                                 |                                   | Luc Van Biesen                    | 8                                 |
|                                   | Jan Jambon                        | 4                                 |                                   | Dirk Van der Maelen               | 8                                 |
|                                   | Renaat Landuyt                    | 4                                 |                                   | Tinne Van der Straeten            | 8                                 |
|                                   | Tinne Van der Straeten            | 4                                 |                                   | Stefaan Van Hecke                 | 8                                 |
|                                   | Bruno Tobback                     | 4                                 |                                   | Bruno Tobback                     | 8                                 |
|                                   | Ben Weyts                         | 4                                 |                                   | Ben Weyts                         | 8                                 |
| Senaat                            |                                   |                                   |                                   |                                   |                                   |
|                                   | John Crombez                      | 4                                 |                                   | John Crombez                      | 8                                 |
|                                   | Hugo Vandenberghe                 | 4                                 |                                   | Hugo Vandenberghe                 | 8                                 |
|                                   |                                   | /5                                |                                   |                                   | /10                               |

- legende DM = 0: beschamend slecht, 1: niet voor herhaling vatbaar, 2: deliberatiegeval, 3: goed zonder meer, 4: uitstekend, 5: absolute topklasse
- het volledige DS rapport op de website van De Standaard

## Belgen in het buitenland
Het ministerie van Buitenlandse Zaken meldde op 25 mei dat er bij de komende federale verkiezingen welgeteld 42.489 Belgen in het buitenland hun stem zouden uitbrengen. De plotse val van de regering maakte het voor Buitenlandse Zaken erg moeilijk om tijdig alle Belgen in het buitenland op de hoogte te stellen. Er was een grote informatiecampagne, wat uiteindelijk dus zo'n 42.500 inschrijvingen opleverde. Dit stond in schril contrast met de verkiezingen van 2007 die een opkomst kende van 120.000 Belgen in het buitenland. Belgen in het buitenland beslisten zelf in welke kieskring ze hun stem zouden uitbrengen.
Uiteindelijk koos een derde voor B-H-V (14.019), gevolgd door Antwerpen (5.802), Luik (4.075) en Oost-Vlaanderen (3.542). Hekkensluiters zijn Kieskring Leuven (1.549) en Luxemburg (1.423). De geografische spreiding van de inzendingen was als volgt: Twee derde kwam uit de omringende landen, met Frankrijk (6.711), Duitsland (3.038) en het Verenigd Koninkrijk (2.098) op kop. Nederland was goed voor 1.619 inschrijvingen, terwijl er vanuit de Verenigde Staten 3.313 registraties kwamen.

## Opiniepeilingen
De eerste opiniepeiling sinds de val van de regering werd door de Franstalige krant Vers l’Avenir gepubliceerd op 4 mei.
- De PersonenPartij (PP) was een unitaire partij en kwam op in geheel België, maar was voornamelijk een factor België en staat daarom tussen de Franstalige partijen.

## Vertrekkende politici
Onderstaande politici zouden zeker niet terugkeren naar Kamer of Senaat.
- Anne-Marie Lizin werd in 1995 gecoöpteerd senator voor de PS. Tussen 2004 en 2007 was ze voorzitter van de Senaat. Omwille van diverse beschuldigingen tegen haar over frauduleuze praktijken werd ze in januari 2009 uit de partij gezet en zetelde ze als onafhankelijke in de Senaat. In juni 2010 haalt ze met haar lijst MS+[25] 2827 stemmen en is niet verkozen.
- Bruno Stevenheydens zal niet deelnemen aan de verkiezingen en stapt ook uit zijn partij Vlaams Belang. Hij keert dan ook niet terug in de Kamer, waar hij drie jaar zetelde.[26]
- Kamerlid Christine Van Broeckhoven van de sp.a besliste om uit de politiek te stappen en zich terug fulltime bezig te houden met haar onderzoek naar alzheimer.[27]
- Daniel Ducarme, gewezen minister-president van het Brussels Hoofdstedelijk Gewest, verlaat de Kamer. Hij was Kamerlid voor MR sinds 2003.[28]
- Els De Rammelaere is sinds 2007 Kamerlid voor N-VA. Ze stopt noodgedwongen, omdat ze niet de gevraagde tweede plaats op de West-Vlaamse Kamerlijst kreeg.[29]
- Francis Van den Eynde was 19 jaar (1991-2010) Kamerlid voor Vlaams Belang.[30]
- Geert Versnick vertegenwoordigde Open Vld sinds 1994 in de Kamer. Hij stopt omdat "het tijd is om de fakkel door te geven aan de nieuwe generatie."[31]
- Hilâl Yalçin (CD&V) was van 2007 tot 2010 Kamerlid.[32]
- Ilse Uyttersprot was van 2007 tot 2010 lid van de Kamer. Ze was gelijktijdig burgemeester van het Oost-Vlaamse Aalst.[33]
- Ludo Van Campenhout (Open Vld) maakte deel uit van de Kamer tussen 1999 en 2010. Hij is daarnaast ook schepen in Antwerpen.[34]
- Marc Verwilghen (Open Vld) stopt na een carrière van 8 jaar in de Kamer (1991-1999) en 3 jaar in de Senaat (2007-2010). Hij was ook 8 jaar minister.[35]
- Philippe Monfils zetelt sinds 1999 in de Senaat voor MR. Voordien was hij onder meer minister-president van de Franse gemeenschapsregering. Hij stopt omdat hij op zijn 71ste "de maximale grens (...) ruimschoots heeft overschreden."[36]
- CD&V-senator en oud-minister van Justitie Tony Van Parys stapt uit de nationale politiek.[37]